# Jean de Florette del 2 – Manons källa
Jean de Florette del 2 – Manons källa (franska: Manon des sources) är en fransk dramafilm från 1986, i regi av Claude Berri. Filmen är en uppföljare till Jean de Florette. 

## Handling
Historien utspelas i Provence på 1930-talet. Det har gått tio år sedan händelserna i den tidigare filmen och Manon är nu en vacker ung kvinna som lever av att valla får i bergen. 
Ugolin blir hopplöst förälskad i henne. Men hon har inte glömt vad hon såg vid källan, och hämnd tar hon sannerligen, inte bara på Ugolin och Papet utan på hela byn (eftersom hon får reda på att alla visste om skurkstrecket). På slutet får Papet också veta någonting som skulle kunna beskrivas som själva naturens hämnd, och som krossar honom fullständigt.

## Rollista i urval
- Emmanuelle Béart - Manon
- Yves Montand - César Soubeyran/Papet
- Daniel Auteuil - Ugolin
- Hippolyte Girardot - Bernard Olivier
- Margarita Lozano - Baptistine
- Yvonne Gamy - Delphine